# Marc Van Peteghem
Marc Van Peteghem est un architecte naval français, cofondateur du cabinet d’architecture Van Peteghem Lauriot-Prévost (VPLP) depuis 1983.

## Formation
Né le 9 janvier 1957 à Paris, Marc Van Peteghem fait ses études à la Southampton Solent University de 1977 à 1979 où il devient architecte naval.
C’est là-bas qu’il rencontre Vincent Lauriot-Prévost avec qui il se lie d’amitié.

## Parcours
En 1983, Vincent Lauriot-Prévost et Marc Van Peteghem s’associent pour créer l’agence d’architecture navale VPLP (sigle des initiales de leurs noms : Van Peteghem et Lauriot-Prévost).
Ensemble, ils se spécialisent dans le design de multicoques. Leur premier bateau,Gérard Lambert, est un foiler de 50 pieds, skippé par Vincent Levy, dont le parrain est le chanteur Renaud.
Leurs bateaux remporteront tout de suite un franc succès, de nombreuses victoires en courses dont la Coupe de l’America en 2010 et des records autour du monde en multicoque, mais aussi en monocoque en association avec Guillaume Verdier,. Cette réussite fera de Van Peteghem Lauriot-Prévost (VPLP) une des références internationales dans l’architecture navale.
Van Peteghem Lauriot-Prévost (VPLP) développe également des yachts tels que Douce France et Hémisphère qui sont les deux plus grands catamarans de croisière à voile.
L'agence travaille aussi avec Lagoon du Groupe Bénéteau à la conception de leurs catamarans de croisière, dont près de 3000 unités ont été produites depuis 1986, et collabore avec le chantier naval Outremer.
En 2004, Marc Van Peteghem rencontre Yves Marre et s’engage dans une démarche de développement au Bangladesh autour d’un projet d’ambulance catamaran  construite localement au sein du chantier naval TaraTari. En 2010, il décide avec Yves Marre, Alain Connan et Gérald Similowski de créer l’Association Watever qui soutient les populations défavorisées vivant sur les rives des océans et des grands fleuves. Il en est le président.
En 2012, il cofonde "The Sustainable Design School", avec Maurille Larivière et Patrick le Quément,, une école de design et d’innovations durables située à Nice.
En 2014, Marc Van Peteghem participe au TEDx Cannes sur le thème « Réduisons notre consommation de fuel dans les océans ».
En 2022, Marc Van Peteghem lance son domaine viticole, Les Oeuvres Vives, à Bandol.

## Distinctions
En 2010, Marc Van Peteghem et Vincent Lauriot Prevost reçoivent le Prix Henry Deutsch de la Meurthe, de l’Académie des Sports pour l'ensemble de leur œuvre.
En 2010, Marc reçoit le Prix personnalité maritime de l'année - Manley Bendall de l'Académie de marine.
En 2017, Marc reçoit le Prix conception et exploitation des Navires - Henri Kummerman de l'Académie de marine.
En 2022, Marc devient membre de l'Académie des technologies.